# La maledicció de l'home llop
La maledicció de l'home llop (títol original en anglès: The Curse of the Werewolf) és una pel·lícula dirigida per Terence Fisher el 1961. Es tracta de l'única pel·lícula de fantasmes produïda per la Hammer Film Productions, especialitzada en pel·lícules de terror. Ha estat doblada al català.

## Argument[2]
A l'estat espanyol, al segle xviii, el cruel marquès Siniestro humilia un captaire durant el seu àpat de noces i el llança al calabós. Hi troba anys més tard una serventa sordmuda, que ha tingut la culpa de rebutjar les escomeses del marquès. Boig per la captivitat, l'home es llança sobre la desgraciada i la viola. La jove incapacitada aconsegueix un dia fugir i mor donant llum un fill, Leon, que és adoptat per un vell professor, Alfredo Carido. Però quan va creixent, el nen es transforma en home llop quan veu la lluna plena i degolla ovelles per beure'n la sang.

## Repartiment
- Clifford Evans: don Alfredo Carido
- Oliver Reed: Leon
- Yvonne Romain: la serventa
- Catherine Feller: Christina
- Anthony Dawson: el marqués Siniestro
- Josephine Llewellyn: la marquesa
- Richard Wordsworth: el mendicant
- Hira Talfrey: Teresa
- Justin Walters: Leon, de nen
- John Gabriel: el capellà
- Warren Mitchell: Pepe Valiente
- Anne Blake: Rosa Valiente
- George Woodbridge: Dominique
- Francis De Wolff (no surt als crèdits): el client barbut